# Berkensmalsnuit
De berkensmalsnuit ook wel berkenwants genoemd (Kleidocerys resedae) is een wants uit de familie bodemwantsen (Lygaeidae), die zich hoofdzakelijk op de berk ontwikkelt.

## Uiterlijk
De rood-lichtbruine, 4,5 - 5,5 mm lange grondwants heeft een breedovale vorm. Op de kop, het halsschild (pronotum) en het schildje (scutellum) zitten talrijke zwarte tot bruine putjes. De dwarsrichels van het halsschild hebben een zwarte zoom. Op de clavus van de voorvleugels (hemi-elytra) zitten drie rijtjes met punten. Het corium en het membraan van de voorvleugel zijn licht gekleurd en glasachtig doorzichtig. De roodachtige poten zijn verhoudingsgewijs kort. De antennes zijn vierdelig.
Er zijn twee Kleidocerys-soorten die vanaf een foto bijna niet te onderscheiden zijn van de berkensmalsnuit, te weten Kleidocerys ericae (op heide) en Kleidocerys privignus (op els).

## Verspreiding
De wants komt voor in het hele Holarctisch gebied. De berkenwants komt voor in Noord- en Midden-Europa tot aan de Middellandse Zee. Naar het oosten toe komt ze voor tot in Siberië en Centraal-Azië tot in China.

## Levenswijze

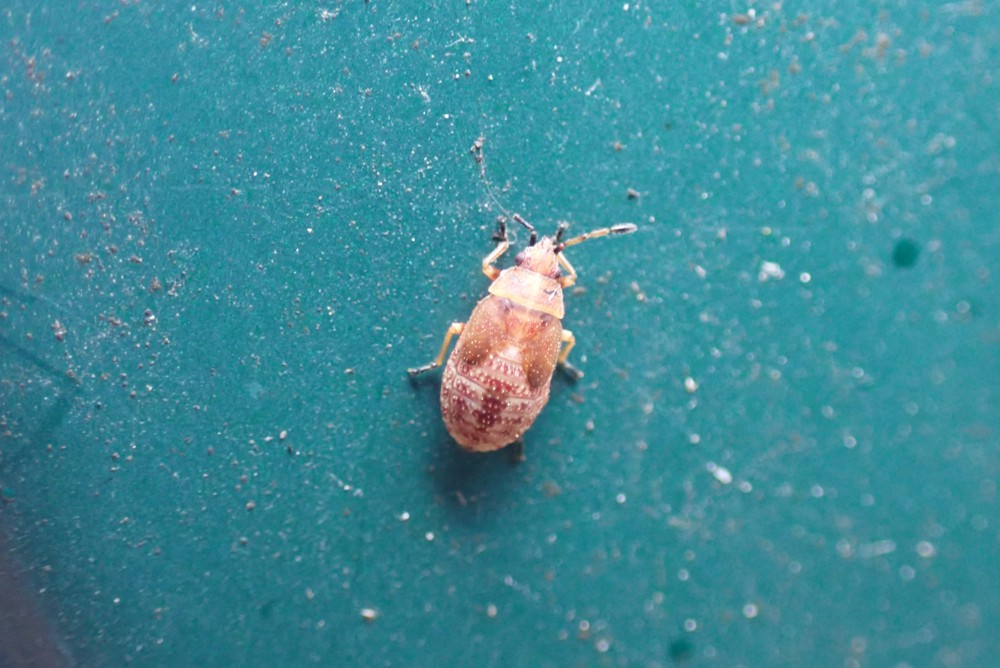
Berkensmalsnuit nimf

De berkenwants leeft bij voorkeur op berken, maar kan ook voorkomen op andere loofbomen zoals elzen en lijsterbessen. Soms is de wants ook op kruidachtige planten aan te treffen. De volwassen insecten en de larven zuigen aan onrijpe en rijpe zaden. Soms zuigen ze ook kleine insecten en insecteneitjes uit.
De volwassen wants zoekt bij de eerste koude nachten een beschutte overwinteringsplaats zoals houtspleten, onder basten en droog stro. In het voorjaar, vaak eind maart, komen de grondwantsen weer tevoorschijn. Na verspreiding en paring worden in mei en juni de eitjes, apart of in groepjes, afgezet op de onrijpe zaden. In augustus zijn de larven volgroeid. Vaak komen de larven in dichte groepen voor.
Als grote hoeveelheden wantsen bij elkaar voorkomen zijn ze al van afstand te ruiken. Bij verstoring en bij de paring maken ze een sjirpend geluid door het tegen elkaar wrijven van een rij tandjes op de ader aan de onderzijde van de achtervleugel met een kant op de rug van het achterste borststuk.